# 아미가OS
아미가OS(AmigaOS)는 아미가 전용의 운영 체제이다. 미국의 코모도어사가 개발하였으며, 1985년에 처음으로 판매하기 시작했다.
첫 발매 당시 아미가OS는 멀티태스킹과 컬러 그래픽을 지원했는데 당시로서는 혁신적인 기능과 디자인으로 큰 인기를 끌었다.
그러나 윈도우와 매킨토시와의 경쟁에 져 1994년에 코모도어사가 파산하는 바람에, 한때 판매를 중단하기도 했다. 1999년에서야 새롭게 탄생한 Amiga, Inc. 사가 아미가OS 3.5의 판매를 시작함으로써 부활했지만, 딱히 이렇다 할 만한 기능이 없어 크게 성공하지는 못했다.
2004년에는 3.5보다 기능을 보강한 4.0을, 2006년 12월 24일에는 아미가원 전용의 아미가OS 4.0을 발표하였다.

## 구성 요소
- 킥스타트 (Kickstart)
- 워크벤치 (Workbench)
  - 워크벤치 2.0 사용자 인터페이스 개선
- 아미가도스 (AmigaDOS)
- 그래픽스
- 오디오
  - 음성 합성
- ARexx
- 램 디스크
- 라이브러리 및 장치
- 핸들러, 아미가도스, 파일 시스템